# István apokalipszise
István apokalipszise egy újszövetségi apokrif iromány, amelyet az 5–6. századi Decretum Gelasianum de libris recipiendis et non recipiendis elítélt. Főszereplője István keresztény vértanú.
A legtöbb kortárs tudós kutató ötödik századi történetként azonosítja, amely fantáziadúsan és regényes módon írja le István megtérését és halálát, amelyben Saul, a keresztényüldöző farizeus is állítólag aktív szerepet játszott, saját megtérése és Pál apostollá válása előtt.
A történetben feltűnik Poncius Pilátus római helytartó is, aki elé Istvánt vezetik a zsidók, hogy ítélje el. A kutatók szerint valójában már nem volt Júdea helytartója István halála idején; a Gerizim-hegyi felkelés után visszahívták Rómába, és Marcellus ideiglenes helytartó váltotta fel.

## Fordítás
Ez a szócikk részben vagy egészben  az   Apocalisse di Stefano című olasz Wikipédia-szócikk ezen változatának fordításán alapul.  Az eredeti cikk szerkesztőit annak laptörténete sorolja fel. Ez a jelzés csupán a megfogalmazás eredetét és a szerzői jogokat jelzi, nem szolgál a cikkben szereplő információk forrásmegjelöléseként.

## Bibliográfia
- (angolul)  The Apocryphal New Testament: A Collection of Apocryphal Christian Literature in an English Translation. Oxford University Press. DOI: 10.1093/0198261829.003.0037. ISBN 9780198261827. OCLC 7342907719